# Minuskel 78
Minuskel 78 (in der Nummerierung nach Gregory-Aland), ε 1209 (von Soden) ist eine griechische Minuskelhandschrift des Neuen Testaments auf 296 Pergamentblättern (20,8 × 15 cm). Mittels Paläographie wurde das Manuskript auf das 12. Jahrhundert datiert. Die Handschrift ist vollständig. 

## Beschreibung
Die Handschrift enthält den Text der vier Evangelien. Er wurde einspaltig mit je 22 Zeilen geschrieben. Die Handschrift enthält Eusebische Tabellen, Listen der κεφαλαια, κεφαλαια, τιτλοι, Lektionar-Markierungen, Synaxarion und Bilder.

## Text
Der griechische Text des Kodex repräsentiert den Byzantinischen Texttyp. Kurt Aland ordnete ihn in Kategorie V ein. Er gehörte zur Textfamilie Kx.

## Geschichte
Die Handschrift gehörte wie Kodex 77 dem ungarischen König Matthias Corvinus (1458–1490). Etwa 1686 kam die Handschrift in die Hände von Samuel Benedict Carpzov (1647–1707) in Dresden, dann in die seines Sohnes Johann Gottlob Carpzov (1679–1767), danach in den Besitz von Johann Benedikt Carpzov IV., Professor in Helmstedt († 1803).
Die Handschrift wurde durch Christian Frederick Boerner (1685–1753) kollationiert.
Der Kodex befindet sich zurzeit in der Széchényi-Nationalbibliothek (Cod. Graec. 1) in Budapest.